# Музей труда (Норрчёпинг)
Музей труда (швед. Arbetets museum) — музей, расположенный в Норрчёпинге, Швеция. Музей расположен в Strykjärn (Утюге), бывшей ткацкой фабрике в старой промышленной зоне на реке Муталастрём в центре города Норчёпинг. Бывшая текстильная фабрика Holmens Bruk работала в здании с 1917 по 1962 год.
Музей документирует работу и повседневную жизнь, собирая личные истории о профессиональной жизни людей как из прошлого, так и из настоящего. Архив музея содержит материалы из памятных коллекций и проектов документации.
С 2009 года в музее также находится EWK — Центр искусства политической иллюстрации, созданный по мотивам творчества сатирика Эверта Карлссона (1918 — 2004). На протяжении десятилетий он часто публиковался в шведском таблоиде Aftonbladet.

## Обзор
Музей является национальным центральным музеем, задачей которого является сохранение и повествование о работе и повседневной жизни. В нём есть, среди прочего, выставки, посвящённые условиям работы и истории индустриального общества. Музей также известен тем, что подчёркивает гендерную проблематику в своих выставках.
Музей труда документирует работу и повседневную жизнь, собирая личные истории, включая профессиональную жизнь людей как из прошлого, так и из настоящего. В архиве музея богатый материал коллекций памяти и документальных проектов — с момента открытия музея собрано более 2600 интервью, рассказов и фотодокументов.
Музей также поддерживает примерно 1500 музеев трудовой жизни страны, которые представляют собой старые рабочие места, сохранённые для передачи своей истории.

## Выставки
В Музее труда представлены выставки, продолжающиеся несколько лет, а также более короткие выставки, в том числе несколько фотовыставок на темы, которые могут быть связаны с работой и повседневной жизнью.

### История Альвы
История Альвы Карлссон — единственная постоянная выставка в музее. Выставка связана со зданием музея и его историей как части текстильной промышленности Норчёпинга. Альва работала роллером с 1927 по 1962 год.

### Индустриленд
Одна из долговременных экспозиций музея — Industriland — когда Швеция стала современной; выставка проходила в 2007 — 2013 годах и состояла из постоянной связи с различными предметами, так или иначе значимыми как для трудовой жизни, так и для быта в период 1930 — 1980-х годов. Выставка также состояла из презентаций музеев трудовой жизни в Швеции и ряда комнат с такими темами, как: отдых, мир, жизнь и потребление.

### Фрамтидсленд (Страна будущего)
В 2014 году была открыта выставка, посвящённая тому, где заканчивается Industriland: Будущая страна. Эта выставка, исследующая, что такое устойчивое общество, являлась частью экспозиций музея до 2019 года. Выставка состоит из материалов, разработанных на основе бесед молодёжи и исследователей Швеции. Выставка затрагивает такие темы, как работа, окружающая среда и повседневная жизнь. Экскурсионная версия выставки проводится в городах Фалун, Кристианстад и Эребру.

## EWK — Центр политической иллюстрации
С 2009 года в музее также находится EWK — центр искусства политической иллюстрации. Музей сохраняет, развивает и передаёт продукцию политического иллюстратора Эверта Карлссона. В музее также проводятся тематические выставки с национальными и международными политическими иллюстраторами с целью освещения и укрепления политического искусства.